# Utricularia mirabilis
Utricularia mirabilis är en tätörtsväxtart som beskrevs av Peter Geoffrey Taylor. Utricularia mirabilis ingår i släktet bläddror, och familjen tätörtsväxter. Inga underarter finns listade i Catalogue of Life.